# Niedośpielin
Niedośpielin – wieś w Polsce położona w województwie łódzkim, w powiecie radomszczańskim, w gminie Wielgomłyny.

## Opis
W latach 1975–1998 miejscowość administracyjnie należała do województwa piotrkowskiego.
Pochodził stąd Jan Wosiński, biskup pomocniczy Diecezji Płockiej oraz Andrzej Pełka – pracownik Kopalni Węgla Kamiennego „Wujek” od 1979, ofiara pacyfikacji kopalni w grudniu 1981.

## Części wsi
| SIMC    | Nazwa      | Rodzaj     |
| ------- | ---------- | ---------- |
| 0555011 | Brzezinki  | przysiółek |
| 0554974 | Młyn Dolny | część wsi  |
| 0554980 | Papiernia  | część wsi  |
| 0554997 | Radzimia   | część wsi  |
| 0555005 | Zastawie   | część wsi  |

## Zabytki
Według rejestru zabytków Narodowego Instytutu Dziedzictwa na listę zabytków wpisane są obiekty:
- kościół parafialny pw. św. św. Katarzyny i Wojciecha, drewniany, 1773-76, nr rej.: 740 z 27.12.1967
- dzwonnica, drewniana, nr rej.: 741 z 27.12.1967